# تيتسوجي كوندو
تيتسوجي كوندو (باليابانية: 近藤 徹志) (4 نوفمبر 1986 في فوكوكا في اليابان – )؛ هو لاعب كرة قدم ياباني سابق كان يلعب كمدافع.

## وصلات خارجية
- تيتسوجي كوندو على موقع رابطة كرة القدم اليابانية للمحترفين (اليابانية)
- تيتسوجي كوندو على موقع قاعدة بيانات كرة القدم.إي يو (الإنجليزية)
- تيتسوجي كوندو على موقع Soccerway.com (الإنجليزية)
- تيتسوجي كوندو على موقع عالم كرة القدم.نت (الإنجليزية)
- تيتسوجي كوندو على موقع كووورة